# トースヴェリュール
トースヴェリュール（Tórsvøllur）は、フェロー諸島の首都トースハウンにあるサッカー専用スタジアム。サッカーフェロー諸島代表のホームスタジアムでもある。

## ギャラリー

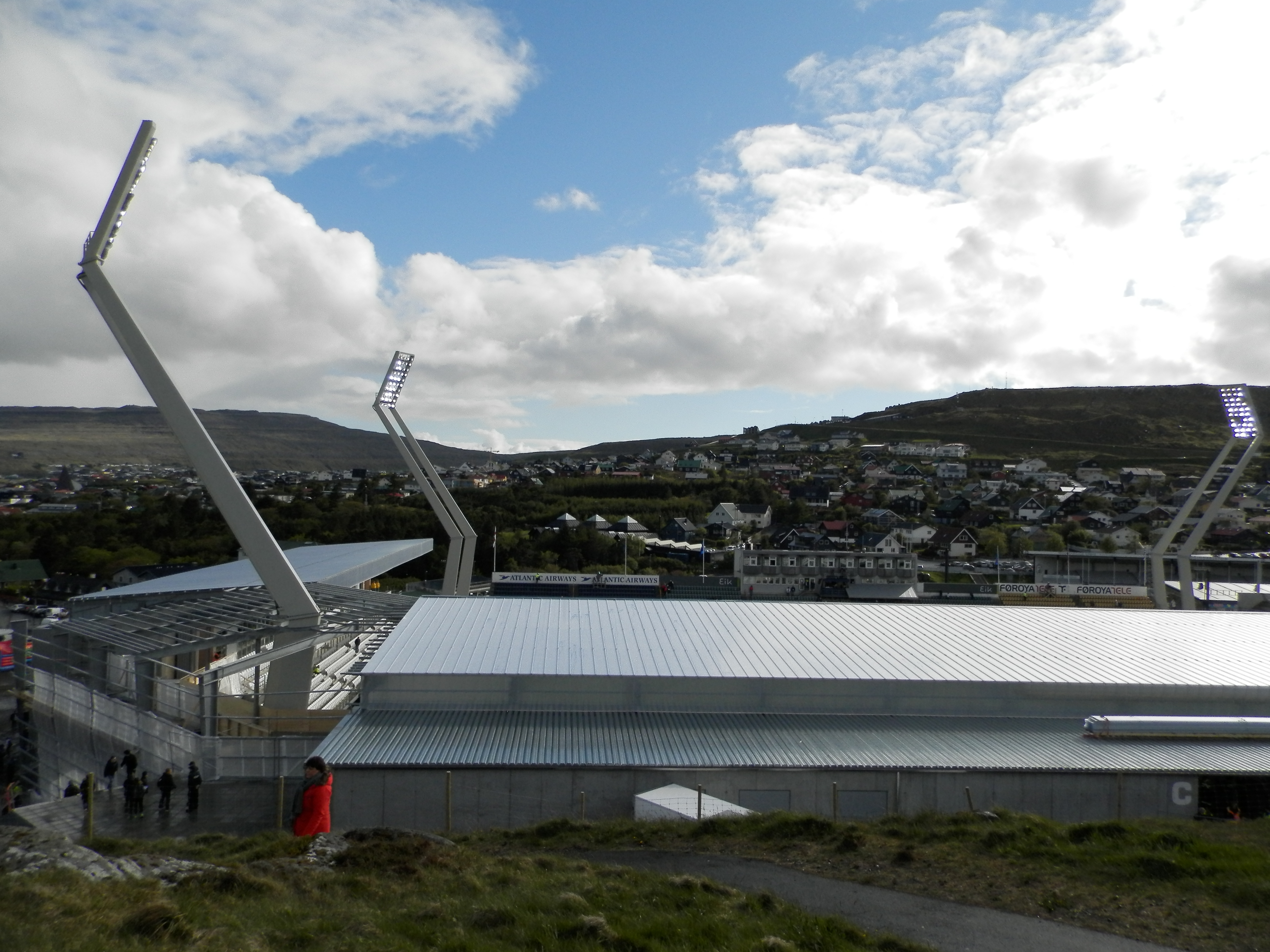
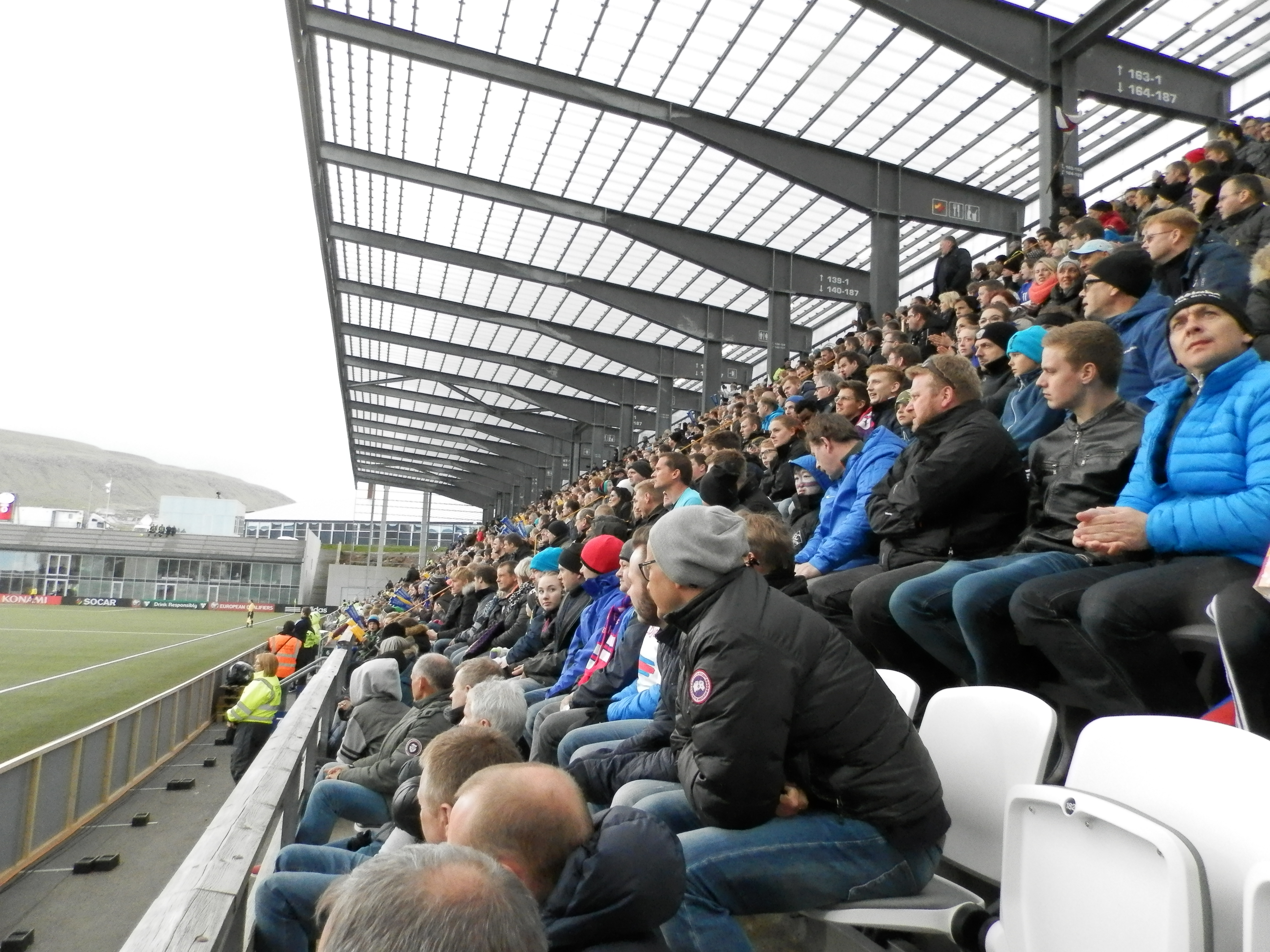
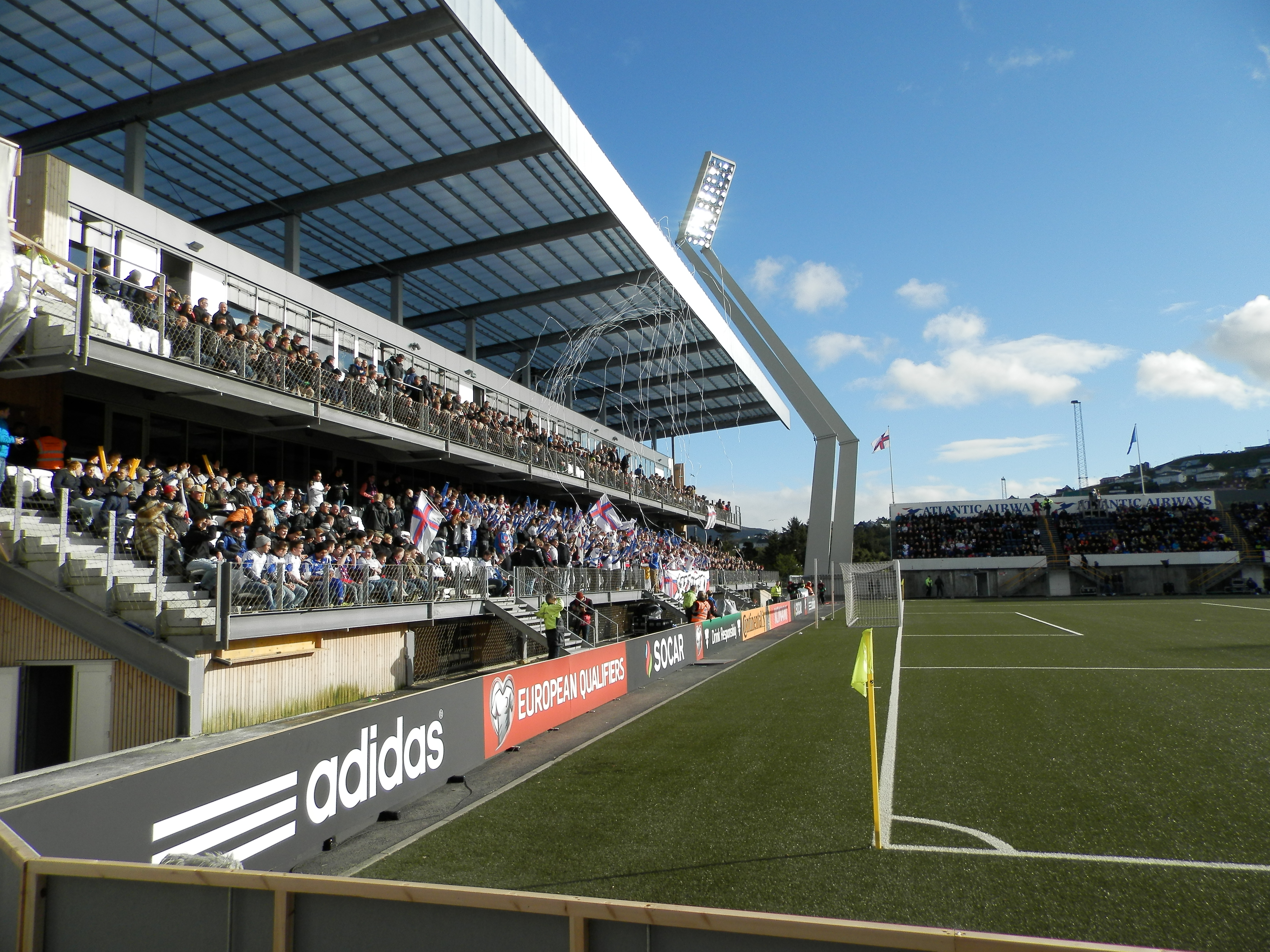
フェロー諸島代表対北アイルランド代表の試合（2015）